# Пінардвілл (Нью-Гемпшир)
Пінардвілл (англ. Pinardville) — переписна місцевість (CDP) в США, в окрузі Гіллсборо штату Нью-Гемпшир. Населення — 5034 особи (2020).

## Географія
Пінардвілл розташований за координатами 43°0′5″ пн. ш. 71°30′49″ зх. д. / 43.00139° пн. ш. 71.51361° зх. д. (43.001266, -71.513482).  За даними Бюро перепису населення США в 2010 році переписна місцевість мала площу 4,72 км², з яких 4,31 км² — суходіл та 0,41 км² — водойми.

## Демографія
Згідно з переписом 2010 року, у переписній місцевості мешкало 4780 осіб у 1942 домогосподарствах у складі 1242 родин. Густота населення становила 1013 осіб/км².  Було 2036 помешкань (432/км²).
Расовий склад населення:
| - 95,1 % — білих - 1,5 % — чорних або афроамериканців - 1,3 % — азіатів - 0,2 % — корінних американців |

До двох чи більше рас належало 1,2 %. Частка іспаномовних становила 2,5 % від усіх жителів.
За віковим діапазоном населення розподілялося таким чином: 19,6 % — особи молодші 18 років, 66,9 % — особи у віці 18—64 років, 13,5 % — особи у віці 65 років та старші. Медіана віку мешканця становила 39,4 року. На 100 осіб жіночої статі у переписній місцевості припадало 85,4 чоловіків;  на 100 жінок у віці від 18 років та старших — 83,7 чоловіків також старших 18 років.
Середній дохід на одне домашнє господарство  становив 65 591 долар США (медіана — 58 355), а середній дохід на одну сім'ю — 74 830 доларів (медіана — 76 490). Медіана доходів становила 46 675 доларів для чоловіків та 43 721 долар для жінок. За межею бідності перебувало 10,0 % осіб, у тому числі 11,2 % дітей у віці до 18 років та 2,2 % осіб у віці 65 років та старших.
Цивільне працевлаштоване населення становило 2560 осіб. Основні галузі зайнятості: освіта, охорона здоров'я та соціальна допомога — 27,9 %, виробництво — 11,9 %, науковці, спеціалісти, менеджери — 11,3 %.